# JaMarcus Russell
Pour les articles homonymes, voir Russell.
(en) Statistiques sur pro-football-reference
JaMarcus Russell, né le 9 août 1985 à Mobile en Alabama, est un joueur américain de football américain ayant évolué au poste de quarterback. Il a effectué sa carrière universitaire au sein de l'université de Louisiana State et fut considéré comme l'un des plus grands espoirs à son poste.
Il est choisi en première position par les Raiders d'Oakland lors de la draft 2007 de la NFL. Malgré la signature d'un contrat lucratif, il ne fournit pas les prestations que les Raiders attendaient de lui et est libéré après trois saisons. Il est souvent référé comme un des plus mauvais choix de draft de l'histoire de la NFL,.

## Biographie

### Carrière universitaire
Sorti du lycée Williamson High School, Russell est à l'époque considéré comme l'un des cinq plus grands espoirs de sa génération au poste de quarterback. Il est alors courtisé par de nombreuses universités et décide d'aller à la prestigieuse université de Louisana State. Lors de sa première saison en 2003, Russell ne joua pas, l'université lui ayant donné le statut de redshirt afin qu'il se développe sereinement, Russell étant en avance d'un an scolairement.
Après avoir partagé le poste de titulaire en 2004, Russell devint titulaire à part entière en 2005. Il conduisit son équipe à un bilan de dix victoires pour une seule défaite mais il se blessa lors de la finale de conférence et ne put disputer le Peach Bowl. Eu égard à ses bonnes statistiques (2443 yards pour 15 touchdowns), il fut nommé dans l'équipe idéale de sa conférence.
En 2006, Russell augmenta encore sa production en lançant 2797 yards pour 26 touchdowns et 7 interceptions. Il mena son équipe au Sugar Bowl, où sa très bonne prestation lui permit de prendre le dessus sur l'équipe de Notre-Dame. Lors de ce match, il combina plus de 350 yards à la passe et à la course, marquant 3 touchdowns. Ce match lui permit de prendre définitivement le dessus dans les médias sur son adversaire du jour Brady Quinn, apparaissant plus solide que son homologue quarterback.

### Carrière professionnelle
Considéré comme le grand favori de la draft 2007 de la NFL avant son déroulement, Russell est sélectionné en première position par les Raiders d'Oakland.
En négociations pour un contrat, il manque le camp d'entraînement et le premier match de la saison. Le 12 septembre, il s'entend finalement avec les Raiders pour un contrat de 6 ans et un montant de 68 millions de dollars dont 31,5 millions garantis. L'entraîneur principal Lane Kiffin décide de ne pas nommer Russell comme titulaire dans l'immédiat lui préférant Josh McCown. Ce dernier s'étant blessé lors du troisième match, le vétéran Daunte Culpepper est titularisé au lieu de Russell pour les quatre prochains matchs jusqu'au retour de McCown. Il joue finalement son premier match dans la NFL le 2 décembre face aux Broncos de Denver, en prenant la relève de McCown. Il prend part à deux séquences en attaque et complète 4 passes sur 7 tentatives.
Il réalise sa première passe de touchdown le 23 décembre contre les Jaguars de Jacksonville, lors d'un match où il a encore commencé comme remplaçant. Il ne réussit toutefois que 7 de ses 23 passes, cause trois interceptions et son équipe perd le match 11 à 49. Une semaine plus tard, il joue son premier match comme titulaire contre les Chargers de San Diego et malgré la défaite 17 à 30, il réussit 23 de ses 30 tentatives de passes pour un gain de 224 yards et un touchdown pour une interception.
Il commence la saison 2008 comme titulaire avec les Raiders. Prenant part à 15 matchs, tous comme titulaire, il réalise 13 passes de touchdowns pour 8 interceptions et complète 53,8 % de ses passes pour un total de 2 423 yards gagnés à la passe, ce qui lui vaut une évaluation de quarterback de 77,1. Son équipe termine toutefois la saison avec un bilan de 5 victoires et 11 défaites, et est exclue des séries éliminatoires.
Après avoir été titulaire pour les neuf premiers matchs de la saison 2009, il est peu convaincant, n'inscrivant que deux touchdowns à la passe pour neuf interceptions, les Raiders ne remportant que deux matchs. Le 15 novembre contre les Chiefs de Kansas City, après une mauvaise performance où il ne complète que 8 de ses 23 passes, il est remplacé par Bruce Gradkowski et ce dernier devient titulaire. Après une blessure de Gradkowski le 13 décembre contre les Redskins de Washington, Russell est appelé pour finir la rencontre, mais cause une interception et subit six sacks dans la défaite. Pour les trois derniers matchs de la saison, Charlie Frye est préféré à Russell pour le poste de titulaire. Il termine la saison avec un taux de passes réussies de 48,8 %, 3 passes de touchdowns pour 11 interceptions et une faible évaluation de 50.
Le 6 mai 2010, il est libéré par la franchise d'Oakland et se retrouve agent libre. Certains le considèrent comme le pire choix de Draft depuis Ryan Leaf.

## Statistiques
| Année       | Équipe        | Statut      | MJ |         | Passes   | Passes | Passes | Passes | Passes | Passes | Passes  |       | Courses | Courses | Courses | Courses |
| Année       | Équipe        | Statut      | MJ | Tentées | Réussies | Pct.   | Yards  | TD     | Int.   | Éval.  | Tentées | Yards | Moy.    | TD      |         |         |
| 2004        | Tigers de LSU | So.         | 11 | 144     | 073      | 50,7   | 1 053  | 09     | 4      | 127,2  | 26      | -41   | -1,6    | 1       |         |         |
| 2005        | Tigers de LSU | Jr.         | 12 | 311     | 188      | 60,5   | 2 443  | 15     | 9      | 136,6  | 61      | -22   | -0,4    | 2       |         |         |
| 2006        | Tigers de LSU | Sr.         | 13 | 342     | 232      | 67,8   | 3 129  | 28     | 8      | 167,0  | 52      | 142   | 2,7     | 1       |         |         |
| Totaux NCAA | Totaux NCAA   | Totaux NCAA | 36 | 797     | 493      | 61,9   | 6 625  | 52     | 21     | 147,9  | 139     | 79    | 0,6     | 4       |         |         |

| Année  | Équipe            | MJ |         | Passes   | Passes | Passes | Passes | Passes | Passes | Passes  |       | Courses | Courses | Courses | Courses |  | Sacks | Sacks |
| Année  | Équipe            | MJ | Tentées | Réussies | Pct.   | Yards  | TD     | Int.   | Éval.  | Tentées | Yards | Moy.    | TD      | Nb.     | Yards   |  |       |       |
| 2007   | Raiders d'Oakland | 04 | 066     | 036      | 54,5   | 0373   | 02     | 04     | 55,9   | 05      | 04    | 0,8     | 0       | 06      | 040     |  |       |       |
| 2008   | Raiders d'Oakland | 15 | 368     | 198      | 53,8   | 2 423  | 13     | 08     | 77,1   | 17      | 127   | 7,5     | 1       | 31      | 210     |  |       |       |
| 2009   | Raiders d'Oakland | 12 | 246     | 120      | 48,8   | 1 287  | 03     | 11     | 50,0   | 18      | 044   | 2,4     | 0       | 33      | 207     |  |       |       |
| Totaux | Totaux            | 31 | 680     | 354      | 52,1   | 4 083  | 18     | 23     | 65,2   | 40      | 175   | 4,4     | 1       | 70      | 457     |  |       |       |